# Skew Bridge katonai temető
A Skew Bridge katonai temető (Skew Bridge Cemetery) első világháborús nemzetközösségi sírkert a Gallipoli-félszigeten.

## Története
A szövetséges csapatok 1915. április 25-26-án szálltak partra a Gallipoli-félszigeten azzal a céllal, hogy kikényszerítsék Törökország kilépését a háborúból, az új front megnyitásával pedig tehermentesítsék a nyugati frontot és utánpótlási utat nyissanak Oroszország felé.
A temető egy fából ácsolt ferde, rézsútos (skew) hídról kapta a nevét, amely a szövetséges csapatok által 1915. április 27-én elfoglalt vonal mögött állt. A temetőt a május 6. és 8. között folyó harcok alatt kezdték használni, és a teljes hadművelet során hantoltak el területén áldozatokat. A fegyvernyugváskor 53 sír volt benne. A temetőt kibővítették, és számos halott földi maradványait szállították át oda a csatamezőkről. A sírkertben jelenleg 608 halott nyugszik, közülük 351-et nem sikerült azonosítani. Az azonosítottak közül 245 brit, kilenc ausztrál, kettő új-zélandi, egy pedig indiai volt.